# Harry Dunkinson
Harry Dunkinson, né le 16 décembre 1876 à New York et mort le 14 mars 1936 en Californie, est un acteur américain.

## Filmographie partielle
- 1917 : The Edge of the Law de Louis Chaudet
- 1920 : La Légende du saule (The Willow Tree) de Henry Otto
- 1921 : Why Trust Your Husband? de George Marshall
- 1921 : L'Épervier noir (The Last Trail) d'Emmett J. Flynn
- 1922 : The Fast Mail de Bernard J. Durning
- 1923 : T'excite pas (Soft Boiled) de John G. Blystone
- 1933 : Tillie et Gus (Tillie and Gus) de Francis Martin
- 1933 : Sérénade à trois (Design for Living) d'Ernst Lubitsch
- 1934 : Le Ministère des amusements (Stand Up and Cheer!) de Hamilton MacFadden
- 1934 : Les Jambes au cou (Going Bye-Bye!) de Charley Rogers
- 1934 : Le capitaine déteste la mer (The Captain Hates the Sea) de Lewis Milestone
- 1934 : La Course de Broadway Bill (Broadway Bill) de Frank Capra
- 1935 : Toute la ville en parle (The Whole Town's Talking) de John Ford